# Birkholz (Tangerhütte)
Birkholz ist eine Ortschaft und ein Ortsteil der Stadt Tangerhütte im Süden des Landkreises Stendal in Sachsen-Anhalt.

## Geographie

### Lage
Birkholz, ein Dreieckplatzdorf mit Gut und Kirche, liegt drei Kilometer südöstlich von Tangerhütte in einem flachwelligen, waldreichen Gebiet zwischen den Flüssen Tanger und Elbe am Südostrand der Altmark. Der Südwesten der Gemarkung Birkholz grenzt an den Landkreis Börde.

### Ortschaftsgliederung
Zur Ortschaft Birkholz gehört der Ortsteil Birkholz mit dem Wohnplatz Waldfrieden und die Ortsteile Scheeren und Sophienhof.

## Geschichte

### Mittelalter bis Neuzeit

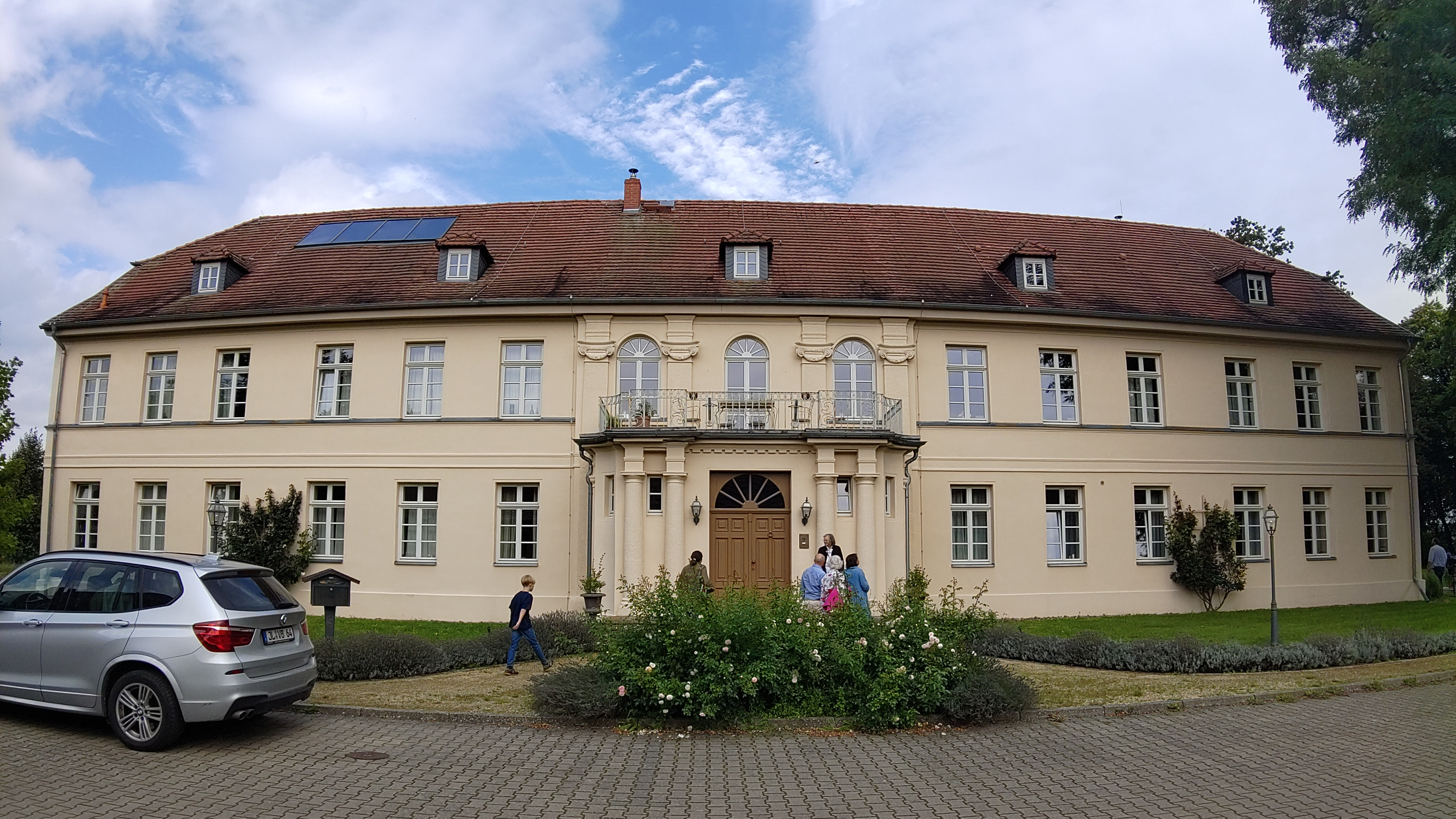
Rittergut Birkholz

Im Jahre 1375 wurde das damals bereits wüste Dorf Berkholt oder Borkholte im Landbuch der Mark Brandenburg erstmals erwähnt. Wie Lieselott Enders in 2004 erläuterte, waren die Wüstungen Birkholz und Borkholt nicht zwei verschiedene Orte, sondern einer.
Auf der wüsten Feldmark Birkholz entstand nach 1548 ein Vorwerk,:S. 216f. das 1564 Jacob von der Schulenburg auf Angern gehörte. Er überließ es 1570 wiederkäuflich mit Wohnungen, Viehhöfen, Schäfereien Hans und Valtin Böldecke in Tangermünde. Es muss ein ausgebautes Gut auf der Stelle einer ehemaligen Wasserburg gewesen sein, denn als 1575 ein Brand ausbrach, ließen die Böldecke die Brücken nieder.:S. 752 Die Böldecke gingen von Brandstiftung aus. Sie argwöhnten schließlich auch, dass die Schulenburg, mit denen sie von Anbeginn an über Kreuz lagen, für 300 Gulden Brandstifter gedungen hätten. Aus der Zeit sind mehrere Gerichtsverfahren zwischen den Böldecke und Schulenburg überliefert wegen Landfriedensbruch mit Plünderung, Injurien und Brandrodung.:S. 55f. Der im Dreißigjährigen Krieg ruinierte und 1690 immer noch ziemlich verwüstete Rittersitz,:S. 752 1711 Berckholtz geschrieben, ging 1739 nach Subhastation bis nach 1801 an die Familie von Bismarck. Es folgten weitere Besitzer bis 1856 Emil Ballerstedt das Gut erwarb. Es blieb in der Familie bis zur Enteignung 1945.
Dank des Einsatzes des Lehrers Rudolph Rösch wurde der Abriss des Gutshauses nach 1945 verhindert und Gebäude anfangs als Flüchtlingsunterkunft und später als Schule und Kindergarten genutzt. Mitte der 70er Jahre zogen die Poststelle, die Gemeindeverwaltung, das Bürgermeisteramt, die Gemeindeschwester und die Gemeindebibliothek ins Gutshaus.
Im Rahmen der Dorferneuerung wurden 1990 der Dorfplatz und der Springbrunnen neu gestaltet, sowie Straßen und Wege saniert. 1999 sind das Dorfgemeinschaftshaus mit Gemeindebüro, Gemeinschaftsraum und Feuerwehrhaus errichtet worden. Das Gutshaus stand leer bis im Jahre 2008 das Ehepaar Martin und Carlotta von Gehren das Gutshaus und den Park erwarben. In den Jahren von 2009 bis 2011 sanierten sie das Gutshaus. Mit Unterstützung durch das EU-Förderprogrammes LEADER erfolge im Jahre 2016 der Ausbau des Parks am Gutshaus Birkholz für Freiluftveranstaltungen. Dort finden im Sommer Konzerte statt.
Die Freiwillige Feuerwehr prägt das Dorfleben, sie ist Träger der Dorf- und Weihnachtsfeste, Oster- und Maifeuer.

### Frühere Erwähnungen
Der Historiker Peter P. Rohrlach weist darf hin, dass die Nennung eines Thidericus de berkholt in einer Urkunde aus dem Jahre 1249 nicht auf dieses Birkholz zu beziehen ist, wie Wilhelm Zahn und andere Autoren meinen.
Pohlmann gab im Jahre 1829 an, dass die Wiesen zu Birkholz im Jahre 1345 ein gewisser Gero von Byern besaß, die er, nachdem das darauf stehende Holz gerodet worden war, vom Herzog Otto von Braunschweig gekauft hatte. Johann Peter von Ludewig nennt in der Urkundensammlung Reliquiae manuscriptorum 1345 ein Birchorst das einem Gero von Byren gehörte. Johann Christoph Bekmann ordnet diese Angabe dem Birkholz „in der Tangermündeschen Inspektion“ zu.

### Archäologie
Wie Paul Grimm im Jahre 1958 ermittelte, waren von den breiten Wassergräben, die noch 1842 das rechteckige Gutsgelände allseitig umgaben, nur noch Reste erhalten.

### Sophienhof
Levin-Friedrich von Bismarck aus dem benachbarten Briest ließ in der zweiten Hälfte des 18. Jahrhunderts eine Siedlung für die Bediensteten des Gutes bauen und benannte das neue Vorwerk nach seiner Frau Sophie Sophienhof (heute Ortsteil Sophienhof).

### Eingemeindungen
Ursprünglich gehörte das Dorf Birkholz zum Tangermündeschen Kreis der Mark Brandenburg in der Altmark. Zwischen 1807 und 1813 lag es im Kanton Grieben auf dem Territorium des napoleonischen Königreichs Westphalen. Nach weiteren Änderungen gehörte die Gemeinde ab 1816 zum Kreis Stendal, dem späteren Landkreis Stendal. Am 30. September 1928 wurde der Gutsbezirk Scheeren mit den Landgemeinden Scheeren und Birkholz und mit einem Teil des Gutsbezirks Birkholz zu einer Landgemeinde Birkholz zusammengelegt. Am 1. Januar 1929 wurde der restliche Gutsbezirk Birkholz mit der Landgemeinde Birkholz zur neuen Landgemeinde Birkholz zusammengelegt, mit Ausnahme einiger Parzellen des Gutsbezirks, die mit Tangerhütte vereinigt wurden.
Am 25. Juli 1952 kam die Gemeinde zum Kreis Tangerhütte. Nach dessen Auflösung gehörte sie ab 1. Januar 1988 zum Kreis Stendal und schließlich ab 1. Juli 1994 wieder zum Landkreis Stendal.
In einem Gebietsänderungsvertrag zwischen der Stadt Tangerhütte und allen Mitgliedsgemeinden der Verwaltungsgemeinschaft Tangerhütte-Land wurde deren Eingemeindung nach Tangerhütte geregelt. Dem Vertrag stimmte der Gemeinderat Birkholz am 10. Mai 2010 zu. Er wurde vom Landkreis als unterer Kommunalaufsichtsbehörde genehmigt und die Eingemeindung trat am 31. Mai 2010 in Kraft.

### Einwohnerentwicklung

#### Dorf, Gut, Schloss
| Jahr                | 1790 | 1798 | 1801 | 1818 | 1840 | 1864 | 1871 | 1885 | 1892 | 1895 | 1900 | 1905 |
| Dorf Birkholz       | 118  |      | 102  | 168  | 173  | 424  | 262  | 271  | 434  | 288  | 562  | 405  |
| Gut Birkholz        |      | 119  |      |      |      |      | 068  | 055  |      | 061  |      | 051  |
| Schloss Tangerhütte |      |      |      |      |      |      |      |      |      | 010  |      | 014  |

#### Gemeinde
| Jahr | Einwohner |
| ---- | --------- |
| 1910 | [00]655   |
| 1925 | 585       |
| 1939 | 605       |
| 1946 | 894       |
| 1964 | 654       |
| 1971 | 601       |
| 1981 | 491       |
| 1985 | [00]465   |
| 1990 | [00]408   |
| 1995 | [00]383   |

| Jahr | Einwohner |
| ---- | --------- |
| 1993 | 404       |
| 2000 | [00]412   |
| 2001 | [00]416   |
| 2002 | [00]415   |
| 2003 | [00]431   |
| 2004 | [00]425   |
| 2006 | [00]416   |
| 2008 | [00]398   |
| 2009 | [00]401   |

Quelle, wenn nicht angegeben, bis 1993:

#### Ortsteil
| Jahr | Einwohner |
| ---- | --------- |
| 2013 | [00]319   |
| 2014 | [00]311   |
| 2018 | [00]324   |
| 2019 | [00]333   |
| 2020 | [00]316   |
| 2021 | [00]317   |
| 2022 | [00]323   |
| 2023 | [0]320    |

## Religion
- Die evangelische Kirchengemeinde Birkholz, die früher zur Pfarrei Väthen bei Tangerhütte gehörte,[32] wird heute betreut vom Pfarrbereich Tangerhütte im Kirchenkreis Stendal im Bischofssprengel Magdeburg der Evangelischen Kirche in Mitteldeutschland.[33] Die ältesten überlieferten Kirchenbücher für Birkholz stammen aus dem Jahre 1687.[34]
- Die katholischen Christen gehören zur Pfarrei St. Anna in Stendal im Dekanat Stendal im Bistum Magdeburg.[35]

## Politik

### Ortsbürgermeister
Ortsbürgermeister der Ortschaft Birkholz ist Steffen Volkstedt.

### Ortschaftsrat
Die Ortschaftsratswahl am 9. Juni 2024 lieferte folgende Sitzverteilung (in Klammern die Ergebnisse von 2019):
- 4 Sitze „Wählergemeinschaft Birkholz“ (4 Sitze)
- 1 Sitz AfD

Gewählt wurden eine Ortschaftsrätin und vier Ortschaftsräte. Von 324 Wahlberechtigten hatten 246 ihre Stimme abgegeben, die Wahlbeteiligung betrug damit 75,93 Prozent. Der Ortschaftsrat wählte Steffen Volkstedt erneut zum Ortsbürgermeister.

### Wappen
Das Wappen wurde am 6. November 2009 durch den Landkreis genehmigt.
Blasonierung: „Geviert von Rot und Gold; Feld 1 und 4: eine linksgewendete steigende silberne Bracke mit roter Zunge, Feld 2 und 3: ein oben offener grüner Blätterkranz.“
Das Wappen wurde vom Kommunalheraldiker Jörg Mantzsch aus einer Vorlage der Gemeinde gestaltet und ins Genehmigungsverfahren geführt.

## Kultur und Sehenswürdigkeiten
- Die Dorfkapelle Birkholz, ein Fachwerkbau mit unverputzter Ziegelausmauerung aus dem Jahr 1690 am dreieckigen Dorfanger, wurde 1740 erneuert und 1845/47 mit einem Turmanbau versehen, der bereits 1901 wieder abgebrochen wurde.[40] Die früher evangelische Kirche ist inzwischen profaniert und wird privat als Wohnhaus genutzt.[11]
- Das Rittergut Birkholz mit dem ehemaligen Gutshaus, kleinen Gebäuden in einem Park mit einem Teich stehen unter Denkmalschutz.
- Der Ortsfriedhof liegt im Norden des Dorfes.[4]
- Auf dem Friedhof steht als Denkmal für die Gefallenen des Ersten Weltkrieges eine aufgerichtete Granitplatte auf einem Feldsteinhaufen und für die Gefallenen des Zweiten Weltkrieges eine abgesetzte Ziegelsteinwand mit angebrachter Namenstafel.[41]

## Wirtschaft und Infrastruktur
Zu den Gewerbeansiedlungen in der Ortschaft Birkholz zählen Montage-, Metallbaufirmen, ein Gartencenter, sowie ein Hähnchenmastbetrieb.

### Verkehr
Birkholz liegt an der Gabelung der Landstraßen von Tangerhütte nach Ringfurth und zur Elbfähre nach Grieben. Der nächste Bahnhof befindet sich im nahen Tangerhütte an der Strecke Magdeburg–Wittenberge.
Es verkehren Linienbusse und Rufbusse von stendalbus.